# العلاقات النيجرية الدومينيكانية
العلاقات النيجرية الدومينيكانية هي العلاقات الثنائية التي تجمع بين النيجر وجمهورية الدومينيكان.

## مقارنة بين البلدين
هذه مقارنة عامة ومرجعية للدولتين:
| وجه المقارنة                                              | النيجر          | جمهورية الدومينيكان |
| --------------------------------------------------------- | --------------- | ------------------- |
| المساحة (كم2)                                             | 1.27 مليون      | 48.67 ألف           |
| عدد السكان (نسمة)                                         | 21.48 مليون     | 10.40 مليون         |
| الكثافة السكانية (ن./كم²)                                 | 16.91           | 213.68              |
| العاصمة                                                   | نيامي           | سانتو دومينغو       |
| اللغة الرسمية                                             | لغة فرنسية      | اللغة الإسبانية     |
| العملة                                                    | فرنك غرب أفريقي | بيزو دومنيكاني      |
| الناتج المحلي الإجمالي (بليون دولار)                      | 8.12 مليار      | 75.93 مليار         |
| الناتج المحلي الإجمالي (تعادل القوة الشرائية) بليون دولار | 19.01 مليار     | 149.89 مليار        |
| الناتج المحلي الإجمالي الاسمي للفرد دولار أمريكي          | 358             | 6.47 ألف            |
| الناتج المحلي الإجمالي للفرد دولار أمريكي                 | 938             | 13.26 ألف           |
| مؤشر التنمية البشرية                                      | 0.348           | 0.715               |
| رمز المكالمات الدولي                                      | +227            | +1809، +1829، +1849 |
| رمز الإنترنت                                              | .ne             | .do                 |
| المنطقة الزمنية                                           | ت ع م+01:00     | 00                  |

## منظمات دولية مشتركة
يشترك البلدان في عضوية مجموعة من المنظمات الدولية، منها:
| علم المنظمة | اسم المنظمة                                 | تاريخ انضمام النيجر | تاريخ انضمام جمهورية الدومينيكان |
| ----------- | ------------------------------------------- | ------------------- | -------------------------------- |
|             | الاتحاد البريدي العالمي                     | ?                   | ?                                |
|             | يونسكو                                      | 10 نوفمبر 1960      | 4 نوفمبر 1946                    |
|             | البنك الدولي للإنشاء والتعمير               | 24 أبريل 1963       | 18 سبتمبر 1961                   |
|             | منظمة التجارة العالمية                      | ?                   | ?                                |
|             | وكالة ضمان الاستثمار متعدد الأطراف          | 10 مايو 2012        | 7 مارس 1997                      |
|             | منظمة الشرطة الجنائية الدولية               | ?                   | ?                                |
|             | مؤسسة التمويل الدولية                       | 7 يناير 1980        | 31 أكتوبر 1961                   |
|             | الأمم المتحدة                               | 20 سبتمبر 1960      | 24 أكتوبر 1945                   |
|             | مجموعة دول أفريقيا والكاريبي والمحيط الهادئ | ?                   | ?                                |
|             | مؤسسة التنمية الدولية                       | 24 أبريل 1963       | 16 نوفمبر 1962                   |
|             | منظمة حظر الأسلحة الكيميائية                | ?                   | ?                                |